# Іванов Денис Євгенович
Денис Євгенович Іванов (псевдо «Ташкент»; рос. Денис Евгеньевич Иванов; 27 липня 1981, Тамбов, РРФСР — 17 липня 2023, Ниркове, Україна) — російський офіцер, полковник ЗС РФ. Герой Російської Федерації.

## Біографія
Навчався в кадетському класі Тамбовської школи №2 (сьогодні — середня загальноосвітня школа №22). На початку 2000-х років закінчив Тамбовський філіал Військового університету радіаційного, хімічного та біологічного захисту.
З 2014 року брав участь в Російсько-українській війні, відомий під позивним «Ташкент». Пройшов шлях від рядового бійця до командира 2-ї (з 1 січня 2023 року — 123-ї) окремої мотострілецької бригади. В 2022 році брав участь у боях за Рубіжне, Лисичанськ і Сєвєродонецьк. Помер від атаки дрона-камікадзе. 20 липня 2023 року був похований в Тамбовській області.

## Сім'я
Був одружений, мав дочку і сина.

## Нагороди
- Медаль ордена «За заслуги перед Вітчизною» 2-го ступеня з мечами
- Медаль Суворова
- Інші медалі
- Орден Олександра Невського
- Орден Мужності
- Звання «Герой Луганської Народної Республіки»[3] (18 липня 2022)
- Звання «Герой Російської Федерації» (2023, посмертно)[4]

## Вшанування пам'яті
Керівництво «ЛНР» присвоїло ім'я Іванова вулиці в Луганську, в 2 вересня 2023 року внесло його ім'я на Алею слави Луганського меморіального цвинтаря. Також ім'я Іванова було присвоєна Тамбовській середній загальноосвітній школі №22.